# Zirkel

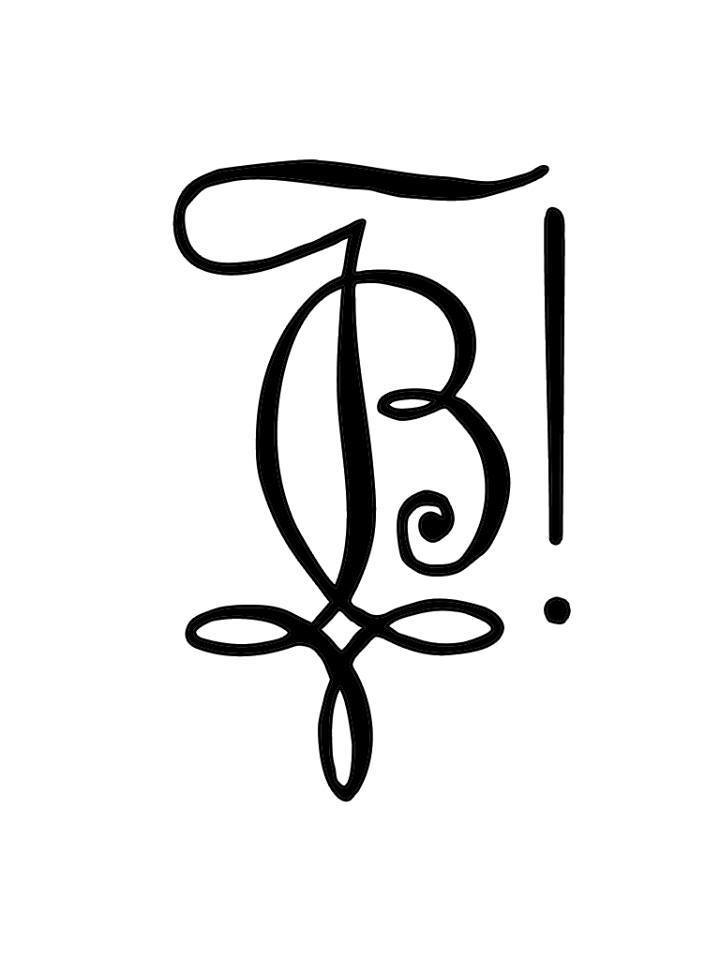
Zirkel van het KSC Bezem Brussel

De zirkel is een studentikoos monogram dat meestal de letters V, C, F en de eerste letter van de clubnaam bevat, uitgevoerd in een enkele pennentrek, gevolgd door een uitroepteken. De zirkel treft men met name aan bij Vlaamse en Duitse studentenorganisaties.   

## Geschiedenis
De oorsprong van dit monogram is Duits. De studentenordes waren de eerste die een monogram (Zirkel in het Duits) invoerden; het gebruik ontstond rond 1785 om een soort geheime aanduiding te hebben. De zirkel werd door hoogstudentenclub Moeder Sinjoria ingevoerd in het Vlaamse studentenleven in 1931.   
De zirkel wordt in Nederland aangetroffen bij verenigingen die zich door het Vlaamse studentenleven hebben laten inspireren, zoals bij de op Vlaamse studenten in Delft gerichte studentenclub Moeder Delftsche en bij de Leids-Nijmeegse vereniging GNSV, die het grootneerlandisme nastreeft. Ook enkele disputen van T.S.C. Sint Olof voeren een zirkel.

## Opbouw
De zirkel bestaat uit de verstrengelde beginletters van "V(ivant) F(ratres) C(oniuncti)" (letterlijk "Leve de verenigde broeders") en de beginletter(s) van de verenigingsnaam. Vanaf 1795 stond VCF ook voor "Vivat Circulus Fratrum" (of "Leve de kring der broeders"). Tegenwoordig staat het voor "Ut Vivat, Crescat et Floreat X" (of "Moge X leven, groeien en bloeien", met X de naam van de vereniging). Het gebruik is overgenomen van de vrijmetselaars. 

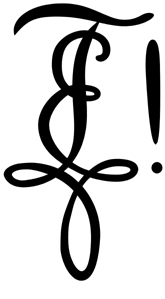
Zirkel bestaande uit de letters E, F en V (Ehre, Freiheit, Vaterland).

In Duitsland worden, naast de letters V, C en F, ook monogrammen gebruikt bestaande uit E, F en V. Dit staat voor "Ehre, Freiheit, Vaterland" en verwijst naar de Urburschenschaft in Jena uit 1815, de eerste Burschenschaft. 
Het KVHV gebruikt een een Nederlandstalige zirkel bestaande uit 'LGBVV', hetgeen staat voor "Leve, groeie, bloeie Vlaams Verbond".
Het uitroepteken achter het monogram werd in jaren 1820 toegevoegd als een versterking van de uitspraak. Nu wordt het uitroepteken bij sommige inactieve Duitse verenigingen weggelaten als teken dat de club niet meer actief is.   

## Gebruik
Zirkels worden op veel manieren door verenigingen gebruikt. Zo zijn ze meestal onderdeel van het wapenschild van studentenverenigingen. Daarnaast staat de zirkel van een vereniging op de bierpetten, een bepaald soort studentenhoofddeksels.

Zirkels dienen ook als een soort handtekening. Tijdens een cantus (of Kneipe in Duitsland) kan er een gastenboek rondgaan. In dit gastenboek schrijven de aanwezige gasten hun naam op, gevolgd door de zirkel van hun vereniging. Iets soortgelijks gebeurt bij de Couleurkarten bij Duitse studentenverenigingen: de aanwezigen schrijven hun naam en zirkel op een kaart, die vervolgens verstuurd wordt naar een bevriende vereniging, of iemand die niet aanwezig kon zijn bij de Kneipe.